# Sainte-Mère-Église
Sainte-Mère-Église település Franciaországban, Manche megyében. Lakosainak száma 1604 fő (2018. január 1.). Sainte-Mère-Église Écoquenéauville, Chef-du-Pont, Amfreville, Beuzeville-au-Plain, Carquebut, Fresville, Neuville-au-Plain, Picauville, Ravenoville, Sébeville és Turqueville községekkel határos.

## Népesség
A település népessége az elmúlt években az alábbi módon változott:
| Lakosok száma | 1630 | 1618 | 2570 | 1597 | 1604 |
|               | 2013 | 2015 | 2016 | 2017 | 2018 |